# Трофимяк, Маркиян Николаевич
Маркиян Николаевич Трофимяк (укр. Маркіян Миколайович Трофим'як; 16 апреля 1947, Козова, УССР) — католический епископ-эмерит, возглавлявший Луцкую епархию латинского обряда.

## Биография
Родился 16 апреля 1947 года в посёлке Козова (Тернопольская область). Учился во Львове и Риге, где после окончания местной семинарии 26 мая 1974 года рукоположён в сан священника. Был настоятелем храмов в нескольких украинских городах.
16 января 1991 года назначен вспомогательным епископом архиепархии Львова. 2 марта того же года состоялась епископская хиротония. Как и все вспомогательные епископы, Трофимяк стал титулярным епископом, он получил титул титулярный епископ Аузии. Главным консекратором был архиепископ Мариан Яворский. 25 марта 1998 года Трофимяк был назначен епископом Луцка.
24 июля 2012 года папа римский принял отставку Маркияна Трофимяка с поста ординария Луцкого диоцеза.